# Rhipidia megalopyga
Rhipidia megalopyga är en tvåvingeart som först beskrevs av Alexander 1967.  Rhipidia megalopyga ingår i släktet Rhipidia och familjen småharkrankar.
Artens utbredningsområde är Peru. Inga underarter finns listade i Catalogue of Life.